# Harmony (The Priests)
Harmony è il secondo album del gruppo cattolico irlandese The Priests. È stato pubblicato nel 2009 dalla casa discografica RCA Records.
L'album contiene, in alcune parti, discorsi del pontefice (quali un'omelia tenuta in francese in piazza San Pietro) ed è stato registrato in parte all'interno della Città del Vaticano e in parte negli studi di Abbey Road a Londra.
Il disco è tra i candidati vincitori del Brit Awards del 2010 nella categoria musica classica.

## Tracce
1. How Great Throu Art
2. Te Deum
3. A Gaelic Blessing
4. Amazing Grace
5. Bist Du Bei Mir (When Thou Art Near)
6. Benedictus
7. Stabat Mater
8. Laudamus Te
9. Ave Verum Corpus
10. King Of Kings
11. Lift Thine Eyes (From Elijah)
12. Silent Night (Astro del Ciel)
13. The Lord's Prayer
14. Bí Íosa Im Chroíse
15. "You'll Never Walk Alone"[4]

## Classifiche
| Classifica (2008-2009)    | Posizione massima |
| ------------------------- | ----------------- |
| Australia Albums Top 50   | 35                |
| Dutch Albums Top 100      | 60                |
| Finland Albums Top 40     | 22                |
| Ireland Albums Top 75     | 7                 |
| New Zealand Albums Top 40 | 6                 |
| UK Albums Top 75          | 18                |